# Morti il 30 giugno
| Questa pagina contiene informazioni ricavate automaticamente dalle voci biografiche con l'ausilio del template Bio e di un bot. L'aggiornamento è periodico e automatico e ricostruisce completamente la pagina. Se manca una persona in questa lista, sei pregato di non aggiungerla, ma accertati piuttosto che la sua voce biografica contenga il template Bio e che i dati anagrafici siano correttamente compilati. Se il template Bio manca, inseriscilo tu stesso o, in alternativa, metti l'avviso {{tmp\|Bio}} che ne segnala la mancanza. Se i dati riportati sono sbagliati, correggi direttamente la voce biografica; le modifiche saranno visibili in questa lista entro pochi giorni. Per chiarimenti vedi il progetto biografie. La lista contiene solo le 495 persone che sono citate nell'enciclopedia e per le quali è stato implementato correttamente il template Bio. Pagina aggiornata al 17 ago 2025. |

## IV secolo(1)
- 350 - Nepoziano, generale romano

## VII secolo(1)
- 623 - Bertrando di Le Mans, vescovo franco (n. 553)

## IX secolo(1)
- 888 - Etelredo, arcivescovo anglosassone

## X secolo(1)
- 948 - Corrado Kurzbold, nobile tedesco

## XI secolo(1)
- 1066 - Teobaldo di Provins, religioso francese (n. 1033)

## XII secolo(4)
- 1139 - Ottone di Bamberga, vescovo cattolico tedesco
- 1178 - Gleb Rostislavič, nobile russo
- 1181 - Ugo di Kevelioc, conte (n. 1147)
- 1191 - Giovanni I di Ponthieu, nobile francese

## XIII secolo(2)
- 1224 - Adolfo di Osnabrück, monaco cristiano, vescovo cattolico e santo tedesco (n. 1185)
- 1278 - Pierre de la Broce, francese (n. 1230)

## XIV secolo(4)
- 1330 - Canuto Porse, nobile danese
- 1337 - Eleonora di Clare, nobile britannica (n. 1292)
- 1364 - Ernesto di Pardubice, arcivescovo cattolico ceco (n. 1297)
- 1372 - Francesco Querini, patriarca cattolico italiano

## XV secolo(3)
- 1455 - Dorino I Gattilusio, nobile
- 1466 - Pietro V d'Aragona (n. 1429)
- 1475 - Vannetta Toschi, nobile italiana (n. 1419)

## XVI secolo(8)
- 1515 - Benedetta da Vimercate, religiosa italiana
- 1522 - Johannes Reuchlin, filosofo, umanista e teologo tedesco (n. 1455)
- 1528 - William Compton, militare inglese
- 1537 - Thomas Darcy, I barone Darcy, nobile e militare britannico
- 1538 - Carlo di Gheldria, nobile olandese (n. 1467)
- 1563 - Vincenzo Guerrieri Gonzaga, politico e condottiero italiano (n. 1495)
- 1577 - Frances de Vere, nobildonna inglese (n. 1516)
- 1592 - Annibale Zoilo, compositore italiano

## XVII secolo(16)
- 1607 - Cesare Baronio, storico, religioso e cardinale italiano (n. 1538)
- 1608 - Hōjō Ujimori, militare giapponese (n. 1577)
- 1611 - Joannes Busaeus, teologo olandese (n. 1547)
- 1622 - Bernardino Cesari, pittore italiano (n. 1571)
- 1630 - Baldassarre de' Nardis, religioso italiano (n. 1575)
- 1642 - Benedetto Fioretti, filosofo, filologo e teologo italiano (n. 1579)
- 1646 - Philip Powell, avvocato e beato britannico (n. 1594)
- 1649 - Simon Vouet, pittore e disegnatore francese (n. 1590)
- 1650 - Niccolò Cabeo, gesuita, filosofo e matematico italiano (n. 1586)
- 1655 - Jacobus Boonen, arcivescovo cattolico belga (n. 1573)
- 1660 - William Oughtred, matematico inglese (n. 1574)
- 1670 - Federico di Anhalt-Harzgerode, nobile (n. 1613)
- 1670 - Enrichetta d'Inghilterra, nobile britannica (n. 1644)
- 1678 - Paul de Vos, pittore fiammingo (n. 1592)
- 1685 - Archibald Campbell, IX conte di Argyll, politico e militare scozzese (n. 1629)
- 1688 - Partenio I di Alessandria, arcivescovo ortodosso greco

## XVIII secolo(23)
- 1704 - John Quelch, pirata inglese (n. 1666)
- 1706 - Jacques Boyvin, organista e compositore francese
- 1708 - Cristiano Eberardo della Frisia orientale, principe (n. 1665)
- 1709 - Edward Lhuyd, naturalista, botanico e linguista gallese (n. 1660)
- 1712 - Guglielmina Cristiana di Sassonia-Weimar, nobile tedesca (n. 1658)
- 1712 - Rannuzio Pallavicino, cardinale e scrittore italiano (n. 1633)
- 1728 - Otto Friedrich von der Groeben, militare e esploratore prussiano (n. 1657)
- 1729 - Jean Meslier, filosofo e presbitero francese (n. 1664)
- 1744 - Gennaro Maria Sarnelli, presbitero e missionario italiano (n. 1702)
- 1748 - Alamanno Pecchioli, presbitero e letterato italiano
- 1760 - Teresa Albuzzi-Todeschini, cantante lirica italiana (n. 1723)
- 1760 - Gaetano Dardanone, pittore italiano (n. 1688)
- 1780 - Carlo Paolo Ernesto di Bentheim-Steinfurt, nobile tedesco (n. 1729)
- 1785 - James Edward Oglethorpe, generale e politico inglese (n. 1696)
- 1785 - Eugenio Ilarione di Savoia-Carignano, principe (n. 1753)
- 1786 - Giovanni Girolamo Gradenigo, arcivescovo cattolico italiano (n. 1708)
- 1790 - Lucia Galeazzi Galvani, scienziata italiana (n. 1743)
- 1791 - Jean-Baptiste Descamps, scrittore e pittore francese (n. 1714)
- 1792 - Antonio Rosetti, compositore e contrabbassista ceco
- 1794 - François Adrien Toulan, militare francese (n. 1761)
- 1798 - Aurelio de' Giorgi Bertola, poeta e scrittore italiano (n. 1753)
- 1798 - Biagio Ortoleva, religioso e poeta italiano (n. 1752)
- 1799 - Francesco Caracciolo, ammiraglio italiano (n. 1752)

## XIX secolo(46)
- 1801 - Caterina Cavalieri, soprano austriaco (n. 1755)
- 1802 - Domingos Xavier de Lima, ammiraglio portoghese (n. 1765)
- 1809 - Nicasio Álvarez de Cienfuegos, poeta spagnolo (n. 1764)
- 1816 - Paul Hamilton, politico statunitense (n. 1762)
- 1817 - Abraham Gottlob Werner, geologo e mineralogista tedesco (n. 1749)
- 1819 - Ernst Ludwig Gerber, compositore e organista tedesco (n. 1746)
- 1820 - Maurice Duplay, imprenditore e rivoluzionario francese (n. 1738)
- 1820 - Sigismund Anton von Hohenwart, arcivescovo cattolico austriaco (n. 1730)
- 1821 - José Fernando de Abascal y Sousa, generale spagnolo (n. 1743)
- 1821 - Luigi Busatti, pittore e scenografo italiano (n. 1763)
- 1825 - Friedrich Wilhelm Hemprich, naturalista e esploratore tedesco (n. 1796)
- 1826 - Clément Joseph Tissot, medico e fisioterapista francese (n. 1747)
- 1829 - Jacques Alexis Thuriot, politico, avvocato e rivoluzionario francese (n. 1753)
- 1831 - William Roscoe, storico e poeta inglese (n. 1753)
- 1836 - Giuseppe Marzari Pencati, geologo e botanico italiano (n. 1779)
- 1839 - Richard Bingham, politico irlandese (n. 1764)
- 1839 - Johan Olof Wallin, arcivescovo luterano e poeta svedese (n. 1779)
- 1842 - Thomas Coke, I conte di Leicester, politico inglese (n. 1754)
- 1844 - Giovanni Battista Bellè, vescovo cattolico italiano (n. 1776)
- 1845 - Leonardo Alenza y Nieto, pittore e illustratore spagnolo (n. 1807)
- 1849 - Andrea Aguyar, militare uruguaiano
- 1849 - Luciano Manara, patriota italiano (n. 1825)
- 1849 - Emilio Morosini, patriota italiano (n. 1830)
- 1851 - Edward Smith-Stanley, XIII conte di Derby, politico e naturalista inglese (n. 1775)
- 1857 - Alcide Dessalines d'Orbigny, naturalista francese (n. 1802)
- 1857 - Gulab Singh, indiano (n. 1792)
- 1859 - Charles Auger, generale francese (n. 1809)
- 1863 - Alphonse de Polignac, matematico francese (n. 1826)
- 1863 - Tun Mutahir di Pahang, sovrano malese (n. 1813)
- 1864 - Cornelis Backer, politico olandese (n. 1798)
- 1872 - Cirilo de Alameda y Brea, cardinale e arcivescovo cattolico spagnolo (n. 1781)
- 1874 - Blanche d'Antigny, cantante e attrice teatrale francese (n. 1840)
- 1877 - Werner VIII von Alvensleben, politico prussiano (n. 1802)
- 1881 - Felice Schiavoni, pittore italiano (n. 1803)
- 1882 - Charles J. Guiteau, avvocato e criminale statunitense (n. 1841)
- 1882 - Orsato Pozza, scrittore e poeta serbo (n. 1821)
- 1883 - Pietro Cantoni, politico e avvocato italiano (n. 1818)
- 1883 - Benjamin Franklin Sands, ammiraglio statunitense (n. 1811)
- 1887 - Filippo Abignente, politico italiano (n. 1814)
- 1887 - Giulio Acquaviva, nobile e politico italiano (n. 1849)
- 1888 - Johann Zacherl, inventore e imprenditore austriaco (n. 1814)
- 1890 - Samuel Parkman Tuckerman, compositore statunitense (n. 1819)
- 1893 - Anthony Joseph Drexel, imprenditore e banchiere statunitense (n. 1826)
- 1897 - Carlo Faraldo, prefetto e politico italiano (n. 1818)
- 1897 - Napoleone Giotti, drammaturgo italiano (n. 1803)
- 1900 - David Bustill Bowser, pittore statunitense (n. 1820)

## XX secolo(249)
- 1901 - Francesco Graziani, baritono italiano (n. 1828)
- 1901 - Edward Johnson, calciatore inglese (n. 1859)
- 1906 - Vittorio Cuccuini Nannelli, artigiano italiano (n. 1862)
- 1906 - Jean Lorrain, poeta e scrittore francese (n. 1855)
- 1908 - Thomas Hill, pittore statunitense (n. 1829)
- 1909 - Natale Imperatori, patriota e militare svizzero (n. 1830)
- 1911 - Pirro Aporti, avvocato, giornalista e politico italiano (n. 1834)
- 1913 - Alphonse Kirchhoffer, schermidore francese (n. 1873)
- 1913 - Rosendo Mendizábal, musicista e compositore argentino (n. 1868)
- 1913 - Henri Rochefort, letterato, giornalista e politico francese (n. 1831)
- 1914 - Francis Charteris, X conte di Wemyss, politico scozzese (n. 1818)
- 1914 - Tommaso Parodi, critico letterario italiano (n. 1886)
- 1914 - Georges Perrot, archeologo e grecista francese (n. 1832)
- 1915 - Pietro Ferrea, medaglista e imprenditore italiano (n. 1848)
- 1915 - Giulio Zanon, militare italiano (n. 1892)
- 1916 - Gaston Maspero, egittologo francese (n. 1846)
- 1916 - Giordano Ottolini, militare italiano (n. 1893)
- 1917 - Dadabhai Naoroji, politico indiano (n. 1825)
- 1917 - Oscar Schuster, alpinista, medico e scrittore tedesco (n. 1863)
- 1917 - Otto Zsigmondy, alpinista e sportivo austriaco (n. 1860)
- 1917 - Antonio de la Gandara, pittore e disegnatore francese (n. 1861)
- 1918 - Jacques Drake del Castillo, imprenditore e politico francese (n. 1855)
- 1919 - Carlo Sanseverino, imprenditore e politico italiano (n. 1847)
- 1919 - John William Strutt Rayleigh, fisico britannico (n. 1842)
- 1920 - Lena Christ, scrittrice tedesca (n. 1881)
- 1920 - Emma Lampert Cooper, pittrice statunitense (n. 1855)
- 1920 - Fabiano Landi, missionario e vescovo italiano (n. 1872)
- 1921 - Nicola Gambetti, alchimista italiano (n. 1832)
- 1922 - Charles Clement Jennings Taylor, astronomo britannico (n. 1861)
- 1923 - Claude Antoine Terrasse, compositore francese (n. 1867)
- 1924 - Praskov'ja Sergeevna Ščerbatova, storica e archeologa russa (n. 1840)
- 1926 - Lionel Royer, pittore francese (n. 1852)
- 1926 - Lauro Severiano Müller, politico, diplomatico e ingegnere militare brasiliano (n. 1863)
- 1926 - Giuseppe Salvatore Scatti, vescovo cattolico italiano (n. 1843)
- 1927 - Édouard Louis Trouessart, zoologo francese (n. 1842)
- 1928 - Alexandre Marcel, architetto francese (n. 1860)
- 1928 - Antonio Restori, filologo e critico letterario italiano (n. 1859)
- 1928 - Giovanni Tacci Porcelli, cardinale e arcivescovo cattolico italiano (n. 1863)
- 1929 - Joseph Wauters, politico belga (n. 1875)
- 1930 - Francesco Merlino, avvocato, anarchico e politico italiano (n. 1856)
- 1930 - Simko Shikak, militare curdo (n. 1887)
- 1932 - Bruno Kastner, attore tedesco (n. 1890)
- 1933 - Tom Niblo, calciatore scozzese (n. 1878)
- 1934 - Karl Ernst, generale tedesco (n. 1904)
- 1934 - Fritz Michael Gerlich, giornalista tedesco (n. 1883)
- 1934 - Edmund Heines, militare e politico tedesco (n. 1897)
- 1934 - Gustav von Kahr, politico e avvocato tedesco (n. 1862)
- 1934 - Erich Klausener, politico tedesco (n. 1885)
- 1934 - Kurt von Schleicher, politico e generale tedesco (n. 1882)
- 1934 - Charles Spencer-Churchill, IX duca di Marlborough, nobile e politico inglese (n. 1871)
- 1934 - Hans Erwin von Spreti-Weilbach, politico tedesco (n. 1908)
- 1934 - Gregor Strasser, politico tedesco (n. 1892)
- 1935 - Giuseppe Vittorio Cerini, scultore italiano (n. 1862)
- 1935 - Gustav Hauser, patologo e batteriologo tedesco (n. 1856)
- 1935 - Arcangelo Pisani, scrittore e commediografo italiano (n. 1865)
- 1936 - Sante Neri, militare italiano (n. 1907)
- 1936 - Andrea Notarachille, militare italiano (n. 1915)
- 1938 - Giorgio Muggiani, illustratore, grafico e dirigente sportivo italiano (n. 1887)
- 1938 - Milan Rakić, scrittore serbo (n. 1876)
- 1940 - Jean Pierre Berger, militare e aviatore francese (n. 1915)
- 1940 - Bertrand Jochaud du Plessix, militare e aviatore francese (n. 1902)
- 1940 - Jacques de Vendeuvre, militare e aviatore francese (n. 1912)
- 1940 - Robert Weill, militare e aviatore francese (n. 1916)
- 1941 - Józef Broel-Plater, militare e bobbista polacco (n. 1890)
- 1941 - Charles Cripps, I barone Parmoor, politico inglese (n. 1852)
- 1942 - Giuseppe Bernardoni, ostacolista e velocista italiano (n. 1895)
- 1942 - Léon Daudet, scrittore e politico francese (n. 1867)
- 1942 - Umberto Gama, arbitro di calcio italiano (n. 1895)
- 1942 - William Henry Jackson, pittore e fotografo statunitense (n. 1843)
- 1942 - Františka Plamínková, politica e attivista ceca (n. 1875)
- 1943 - Vittorio Zucca, velocista e calciatore italiano (n. 1895)
- 1944 - Walter Cimino, militare italiano (n. 1926)
- 1944 - Hans-Robert Knoespel, ornitologo, esploratore e militare tedesco (n. 1915)
- 1944 - Pavel Nikolaevič Rak, militare sovietico (n. 1910)
- 1944 - Giuseppe Segre, imprenditore italiano (n. 1873)
- 1945 - Riccardo Decima, dirigente d'azienda italiano (n. 1888)
- 1945 - Gabriel El-Registan, poeta sovietico (n. 1899)
- 1946 - Donato Pavesi, marciatore italiano (n. 1888)
- 1947 - Rudolf Noack, calciatore tedesco (n. 1913)
- 1947 - Ludwig Weber, compositore tedesco (n. 1891)
- 1948 - Morris Fuller Benton, tipografo statunitense (n. 1872)
- 1948 - Claudio Guastalla, librettista italiano (n. 1880)
- 1948 - Vincenzo Rizzo, partigiano italiano (n. 1921)
- 1948 - Principe Sabahaddin, principe e sociologo ottomano (n. 1879)
- 1948 - Karl Wolfskehl, poeta e letterato tedesco (n. 1869)
- 1949 - Aldo Bibolini, ingegnere italiano (n. 1876)
- 1949 - Donato Antonio Tommasi, generale e avvocato italiano (n. 1867)
- 1949 - Édouard Alphonse James de Rothschild, banchiere e giocatore di polo francese (n. 1868)
- 1950 - Hermann Betschart, canottiere svizzero (n. 1910)
- 1950 - Lodovico Pogliaghi, scultore, pittore e scenografo italiano (n. 1857)
- 1951 - Hans von Greiffenberg, generale tedesco (n. 1893)
- 1951 - Vittorio Rolandi Ricci, avvocato, giornalista e politico italiano (n. 1860)
- 1951 - Yrjö Saarela, lottatore finlandese (n. 1882)
- 1952 - Eugenio De Liguoro, attore e regista italiano (n. 1895)
- 1952 - Paul Funk, calciatore svizzero (n. 1896)
- 1952 - Mauno Pekkala, politico finlandese (n. 1890)
- 1953 - Elsa Beskow, scrittrice e illustratrice svedese (n. 1874)
- 1953 - Pietro Gazzera, politico e generale italiano (n. 1879)
- 1953 - Charles William Miller, calciatore, dirigente sportivo e arbitro di calcio brasiliano (n. 1874)
- 1953 - Lorenzo Peretti Junior, pittore italiano (n. 1871)
- 1953 - Oscar Sinigaglia, ingegnere italiano (n. 1877)
- 1953 - John Laurie Wallace, pittore irlandese (n. 1864)
- 1954 - Mario Cappello, cantautore italiano (n. 1895)
- 1955 - Piero Ballerini, regista e sceneggiatore italiano (n. 1901)
- 1955 - Félix Bédouret, calciatore svizzero (n. 1898)
- 1955 - Gilbert Cannan, scrittore e romanziere britannico (n. 1884)
- 1956 - Dino Ferrari, ingegnere e progettista italiano (n. 1932)
- 1956 - Alfred Mégroz, calciatore svizzero (n. 1883)
- 1956 - Silvia Zenari, botanica e geologa italiana (n. 1895)
- 1957 - Johann Rattenhuber, poliziotto e generale tedesco (n. 1897)
- 1957 - Gyokudō Kawai, pittore giapponese (n. 1873)
- 1958 - Wallace Fox, regista statunitense (n. 1895)
- 1959 - José Vasconcelos, scrittore, filosofo e politico messicano (n. 1882)
- 1960 - Albert Châtelet, politico francese (n. 1883)
- 1960 - Marta Husemann, attrice e attivista tedesca (n. 1913)
- 1960 - Jakob Tiedtke, attore tedesco (n. 1875)
- 1961 - Lee De Forest, scienziato, inventore e regista statunitense (n. 1873)
- 1961 - Ersilio Menzani, arcivescovo cattolico italiano (n. 1872)
- 1961 - Giovanni Petucco, pittore, scultore e ceramista italiano (n. 1910)
- 1961 - Lucio Schirò, politico e pastore metodista italiano (n. 1877)
- 1962 - Sybille Binder, attrice austriaca (n. 1895)
- 1962 - James Greene, nuotatore statunitense (n. 1876)
- 1962 - Heikki Kähkönen, lottatore finlandese (n. 1891)
- 1962 - Caspar Neher, scenografo e librettista tedesco (n. 1897)
- 1962 - Luigi Scelzo, generale italiano (n. 1880)
- 1962 - Elena Adelaide di Schleswig-Holstein-Sonderburg-Glücksburg, principessa danese (n. 1888)
- 1963 - Silvio Corrao, poliziotto italiano
- 1963 - Mario Malausa, carabiniere italiano (n. 1938)
- 1963 - Luise Renner, filantropa austriaca (n. 1872)
- 1963 - Alexander Rüstow, economista e sociologo tedesco (n. 1885)
- 1964 - Nathan Roscoe Pound, giurista e insegnante statunitense (n. 1870)
- 1965 - Bessie Barriscale, attrice statunitense (n. 1884)
- 1965 - John Gaddum, farmacologo britannico (n. 1900)
- 1965 - William Dudley Pelley, politico, giornalista e scrittore statunitense (n. 1890)
- 1966 - Margery Allingham, scrittrice inglese (n. 1904)
- 1966 - Nino Farina, pilota automobilistico italiano (n. 1906)
- 1966 - Alois Pompanin, presbitero italiano (n. 1889)
- 1966 - Erwin Puschner, calciatore e allenatore di calcio austriaco (n. 1896)
- 1967 - Camillo Palmerini, architetto italiano (n. 1893)
- 1967 - György Rozgonyi, schermidore ungherese (n. 1890)
- 1967 - Shukri al-Quwwatli, politico siriano (n. 1891)
- 1968 - Howard Wallace Crossett, bobbista statunitense (n. 1918)
- 1968 - Ismaele Di Nisio, generale italiano (n. 1888)
- 1968 - Paul Gehlhaar, calciatore tedesco (n. 1905)
- 1968 - Virgilio Felice Levratto, calciatore e allenatore di calcio italiano (n. 1904)
- 1968 - Ernst Marcus, zoologo tedesco (n. 1893)
- 1968 - Jules Rossi, ciclista su strada italiano (n. 1914)
- 1969 - William F. Haddock, regista e attore statunitense (n. 1877)
- 1969 - Alfonso Morini, imprenditore e pilota motociclistico italiano (n. 1898)
- 1969 - Domingo Tejera, calciatore uruguaiano (n. 1899)
- 1969 - Augusto Timoteo Vandor, sindacalista argentino (n. 1923)
- 1970 - Ștefan Barbu, calciatore rumeno (n. 1908)
- 1971 - Georgi Asparuhov, calciatore bulgaro (n. 1943)
- 1971 - Herbert Biberman, regista, sceneggiatore e produttore cinematografico statunitense (n. 1900)
- 1971 - Georgij Timofeevič Dobrovol'skij, cosmonauta sovietico (n. 1928)
- 1971 - Alberto Ghilardi, pistard e ciclista su strada italiano (n. 1909)
- 1971 - Nikola Kotkov, calciatore bulgaro (n. 1938)
- 1971 - Viktor Ivanovič Pacaev, cosmonauta sovietico (n. 1933)
- 1971 - Giovanni Battista Scapinelli di Leguigno, arcivescovo cattolico e nobile italiano (n. 1908)
- 1971 - Vladislav Nikolaevič Volkov, cosmonauta sovietico (n. 1935)
- 1972 - Joe Deakin, mezzofondista britannico (n. 1876)
- 1972 - Boby Lapointe, cantante francese (n. 1922)
- 1972 - Jurij Vladimirovič Linnik, matematico sovietico (n. 1915)
- 1973 - Eversleigh Freeman, marciatore canadese (n. 1893)
- 1973 - Nancy Mitford, scrittrice e biografa britannica (n. 1904)
- 1973 - Wilfred Podestá, pallanuotista maltese (n. 1912)
- 1973 - Vasyl' Velyčkovs'kyj, vescovo cattolico ucraino (n. 1903)
- 1974 - Vannevar Bush, ingegnere statunitense (n. 1890)
- 1974 - Pierre Chantraine, linguista e grecista francese (n. 1899)
- 1974 - Hans Haferkamp, calciatore tedesco (n. 1921)
- 1974 - Eddie Johnson, pilota automobilistico statunitense (n. 1919)
- 1974 - Cyril Mackworth-Praed, tiratore a segno britannico (n. 1891)
- 1974 - Roger Staub, sciatore alpino e hockeista su ghiaccio svizzero (n. 1936)
- 1975 - Erik Hjelm, calciatore svedese (n. 1893)
- 1975 - Antonio Valente, architetto e scenografo italiano (n. 1894)
- 1976 - Gustav Knittel, militare tedesco (n. 1914)
- 1976 - Paul Felix Lazarsfeld, sociologo statunitense (n. 1901)
- 1977 - Santo Emanuele, militare e agente segreto italiano (n. 1893)
- 1977 - Paul Hartmann, attore tedesco (n. 1889)
- 1977 - Karl Scherm, calciatore tedesco (n. 1904)
- 1977 - Erich Übelacker, ingegnere tedesco (n. 1899)
- 1978 - Alessandro Brunoldi, calciatore e allenatore di calcio italiano (n. 1888)
- 1978 - Domenico Casella, agronomo italiano (n. 1898)
- 1978 - Giovanni Grilli, politico italiano (n. 1903)
- 1978 - Yuan Muzhi, attore, regista e sceneggiatore cinese (n. 1909)
- 1979 - Lorenzo Bellafontana, liutaio italiano (n. 1906)
- 1979 - William Birrell Franke, politico statunitense (n. 1894)
- 1979 - Carl Hubbs, naturalista statunitense (n. 1894)
- 1979 - Chris Taylor, wrestler e lottatore statunitense (n. 1950)
- 1980 - Giovanni Amati, produttore cinematografico e imprenditore italiano (n. 1905)
- 1980 - Virginia Brown Faire, attrice statunitense (n. 1904)
- 1980 - Thomas Browne Henry, attore statunitense (n. 1907)
- 1980 - Walter Max Zimmermann, biologo e botanico tedesco (n. 1892)
- 1982 - Giuseppe Bartolozzi, matematico italiano (n. 1905)
- 1982 - Riccardo Dalla Torre, calciatore e allenatore di calcio italiano (n. 1921)
- 1982 - Fernando Proietti, pugile e criminale italiano (n. 1936)
- 1983 - Igor' Ado, matematico sovietico (n. 1910)
- 1983 - Cesare Amè, generale e agente segreto italiano (n. 1892)
- 1983 - Herbert Baker, sceneggiatore statunitense (n. 1920)
- 1983 - Gaetano Mariani, critico letterario italiano (n. 1923)
- 1983 - André Syrvet, calciatore svizzero (n. 1907)
- 1984 - Lillian Hellman, scrittrice e drammaturga statunitense (n. 1905)
- 1984 - Helen Hoover, scrittrice statunitense (n. 1910)
- 1985 - Angelo Bellato, politico italiano (n. 1900)
- 1985 - Max-Josef Pemsel, generale tedesco (n. 1897)
- 1985 - Haruo Remeliik, politico palauano (n. 1933)
- 1986 - Fernando Ansola, calciatore spagnolo (n. 1940)
- 1986 - Margalo Gillmore, attrice britannica (n. 1897)
- 1986 - László Lékai, cardinale e arcivescovo cattolico ungherese (n. 1910)
- 1986 - Jean Raine, poeta, pittore e scrittore belga (n. 1927)
- 1986 - Ernst Sabeditsch, allenatore di calcio e calciatore austriaco (n. 1920)
- 1987 - Francisco Civitate, artista e fotografo italiano (n. 1882)
- 1987 - King Donovan, attore e regista statunitense (n. 1918)
- 1987 - Lucio Flauto, attore, comico e conduttore televisivo italiano (n. 1930)
- 1987 - Federico Mompou, compositore e pianista spagnolo (n. 1893)
- 1987 - Torborg Nedreaas, scrittrice norvegese (n. 1906)
- 1987 - Thor Thorvaldsen, velista norvegese (n. 1909)
- 1988 - Chacrinha, showman, conduttore radiofonico e attore brasiliano (n. 1917)
- 1988 - Johanna Hofer, attrice tedesca (n. 1896)
- 1988 - Thales McReynolds, cestista statunitense (n. 1943)
- 1989 - Rostislav Pljatt, attore sovietico (n. 1908)
- 1990 - Ernst Hölder, matematico tedesco (n. 1901)
- 1991 - Tamara Chanum, ballerina, coreografa e attrice sovietica (n. 1906)
- 1991 - Michail Erëmin, calciatore sovietico (n. 1968)
- 1991 - John B. Goodman, scenografo statunitense (n. 1901)
- 1991 - Hisao Tanaka, wrestler statunitense (n. 1921)
- 1992 - Luciana Frezza, poetessa e traduttrice italiana (n. 1926)
- 1992 - Jan van Heteren, pallanuotista olandese (n. 1916)
- 1993 - George McFarland, attore e conduttore televisivo statunitense (n. 1928)
- 1993 - Felice Vatteroni, scultore italiano (n. 1908)
- 1994 - Alberto Nassetti, aviatore italiano (n. 1966)
- 1994 - Pier Paolo Racchetti, aviatore italiano (n. 1964)
- 1995 - Georgij Beregovoj, cosmonauta e aviatore sovietico (n. 1921)
- 1995 - Gale Gordon, attore statunitense (n. 1906)
- 1995 - Phyllis Hyman, cantautrice statunitense (n. 1949)
- 1995 - Mario Monticelli, scacchista e giornalista italiano (n. 1902)
- 1996 - David McCampbell, militare e aviatore statunitense (n. 1910)
- 1996 - Josef Pekarek, calciatore tedesco (n. 1913)
- 1997 - Gerardo Bianchi, politico e sindacalista italiano (n. 1905)
- 1997 - Sylvia Crowe, architetto del paesaggio britannica (n. 1901)
- 1997 - Kārlis Ārens, calciatore e cestista lettone (n. 1917)
- 1998 - Renato Capecchi, baritono italiano (n. 1923)
- 1998 - Giorgio Carpi, dirigente sportivo, allenatore di calcio e calciatore italiano (n. 1909)
- 1998 - Moustapha Dimé, artista senegalese (n. 1952)
- 1998 - Gastone Limarilli, tenore italiano (n. 1927)
- 1999 - Édouard Boubat, fotografo e giornalista francese (n. 1923)
- 1999 - Dean Fredericks, attore statunitense (n. 1924)
- 1999 - Costantino Sala, calciatore italiano (n. 1913)
- 2000 - Ampelio Sartor, canottiere italiano (n. 1921)

## XXI secolo(135)
- 2001 - Chet Atkins, chitarrista, compositore e produttore discografico statunitense (n. 1924)
- 2001 - Giancarlo Brusati, schermidore italiano (n. 1910)
- 2001 - Arcangelo Chiocchetti, fondista italiano (n. 1921)
- 2001 - Joe Fagan, calciatore e allenatore di calcio inglese (n. 1921)
- 2001 - Joe Henderson, sassofonista statunitense (n. 1937)
- 2001 - Marcel Van Houtte, ciclista su strada e pistard belga (n. 1909)
- 2002 - Salvatore Ruta, religioso e scrittore italiano (n. 1923)
- 2002 - Aleksej Stepanov, calciatore e giocatore di calcio a 5 russo (n. 1960)
- 2002 - Roberto Villa, attore e doppiatore italiano (n. 1915)
- 2002 - Sepp Wäsche, attore e doppiatore tedesco (n. 1929)
- 2002 - Chico Xavier, scrittore e filantropo brasiliano (n. 1910)
- 2003 - Abdulkader al-Badri, politico libico (n. 1921)
- 2003 - Noor Alam, hockeista su prato pakistano (n. 1929)
- 2003 - Giordano Gamberini, saggista italiano (n. 1915)
- 2003 - Buddy Hackett, attore statunitense (n. 1924)
- 2003 - Joseph P. Overton, sociologo e attivista statunitense (n. 1960)
- 2003 - Piero Turchetti, regista italiano (n. 1924)
- 2004 - Chris Alcaide, attore statunitense (n. 1923)
- 2004 - Ellen Auerbach, fotografa tedesca (n. 1906)
- 2004 - Gaetano Richelli, fotografo italiano (n. 1919)
- 2005 - Ermanno Cressoni, architetto e designer italiano (n. 1939)
- 2005 - Christopher Fry, drammaturgo britannico (n. 1907)
- 2005 - Antonio Lepschy, ingegnere italiano (n. 1931)
- 2005 - Éva Novák, nuotatrice ungherese (n. 1930)
- 2005 - Aleksej Fajzullaevič Sultanov, pianista russo (n. 1969)
- 2006 - Emidio Revelli, politico e avvocato italiano (n. 1930)
- 2006 - Michele Zuccalà, politico italiano (n. 1924)
- 2007 - Patrick Bruun, storico e numismatico finlandese (n. 1920)
- 2007 - José María Orúe, calciatore spagnolo (n. 1931)
- 2007 - Lillo Perri, giornalista e editore italiano (n. 1940)
- 2008 - Albert Depreitre, ciclista su strada belga (n. 1915)
- 2008 - Piero Maria Lugli, architetto italiano (n. 1923)
- 2009 - Gino Amisano, imprenditore e dirigente sportivo italiano (n. 1921)
- 2009 - Pina Bausch, coreografa, ballerina e insegnante tedesca (n. 1940)
- 2009 - Harve Presnell, attore statunitense (n. 1933)
- 2009 - Shi Pei Pu, agente segreto e cantante cinese (n. 1938)
- 2010 - Carlo Facchini, dirigente sportivo, allenatore di calcio e calciatore italiano (n. 1920)
- 2010 - Herbert Hoffmann, fotografo tedesco (n. 1919)
- 2010 - Juhani Kyöstilä, cestista finlandese (n. 1931)
- 2010 - Denny Moyer, pugile statunitense (n. 1939)
- 2010 - Stefano Serchinich, marciatore italiano (n. 1929)
- 2011 - Jimmy Roselli, cantante statunitense (n. 1925)
- 2011 - Georg Maximilian Sterzinsky, cardinale e arcivescovo cattolico tedesco (n. 1936)
- 2011 - Saverio Vertone, scrittore, opinionista e politologo italiano (n. 1927)
- 2012 - Michael Abney-Hastings, XIV conte di Loudoun, nobile britannico (n. 1942)
- 2012 - Vladlen Davydov, attore sovietico (n. 1924)
- 2012 - Arnaldo Di Giovanni, politico italiano (n. 1928)
- 2012 - Motu Hafoka, calciatore samoano (n. 1987)
- 2012 - Angelo Mangiarotti, architetto, designer e urbanista italiano (n. 1921)
- 2012 - Giorgio Muzzi, allenatore di pallavolo e pallavolista italiano (n. 1937)
- 2012 - Alan Sawyer, cestista e allenatore di pallacanestro statunitense (n. 1928)
- 2012 - Yitzhak Shamir, politico israeliano (n. 1915)
- 2013 - Claudio Fattoretto, doppiatore italiano (n. 1956)
- 2013 - Gino Nunes, politico italiano (n. 1941)
- 2013 - Thompson Oliha, calciatore nigeriano (n. 1968)
- 2013 - Luc Van Hoyweghen, calciatore belga (n. 1929)
- 2014 - Bruno Antonucci, politico italiano (n. 1936)
- 2014 - Pierre Bec, linguista e filologo francese (n. 1921)
- 2014 - Ada Burrone, attivista e scrittrice italiana (n. 1933)
- 2014 - Alejandra Da Passano, attrice argentina (n. 1947)
- 2014 - Bob Hastings, attore e doppiatore statunitense (n. 1925)
- 2014 - Gianni Lancia, ingegnere e imprenditore italiano (n. 1924)
- 2014 - Paul Mazursky, regista, sceneggiatore e attore statunitense (n. 1930)
- 2014 - Sergio Robbiano, designer italiano (n. 1966)
- 2014 - Frank M. Robinson, scrittore statunitense (n. 1926)
- 2014 - Maria Luisa Spaziani, poetessa, traduttrice e aforista italiana (n. 1922)
- 2014 - Željko Šturanović, politico montenegrino (n. 1960)
- 2015 - Enrico Arcelli, medico e preparatore atletico italiano (n. 1940)
- 2015 - Frank Butler, pallanuotista sudafricano (n. 1932)
- 2015 - Paolo Piffarerio, animatore e fumettista italiano (n. 1924)
- 2016 - Malvina Garrone Ronchi Della Rocca, partigiana italiana (n. 1922)
- 2016 - Gian Corrado Gross, nuotatore e dirigente sportivo italiano (n. 1942)
- 2016 - Geoffrey Hill, poeta britannico (n. 1932)
- 2016 - Martin Lundström, fondista svedese (n. 1918)
- 2016 - Witold Zagórski, cestista e allenatore di pallacanestro polacco (n. 1930)
- 2017 - Pietro Camozzi, calciatore e allenatore di calcio italiano (n. 1940)
- 2017 - Robert J. Chassell, informatico statunitense (n. 1946)
- 2017 - Darrall Imhoff, cestista statunitense (n. 1938)
- 2017 - László Kovács, calciatore ungherese (n. 1951)
- 2017 - Gianna Sammarco, attrice italiana (n. 1924)
- 2017 - Achille Tramarin, politico italiano (n. 1946)
- 2017 - Simone Veil, magistrata